# Deutsch-baltische Demokratische Partei
Die Deutsch-baltische Demokratische Partei (DbDP) war eine Partei der deutschen Minderheit in Lettland zwischen 1917 und 1934.
Die DbDP wurde am 23. April 1917 als Demokratische Partei russischer Bürger deutscher Nationalität gegründet. Die Gründung fiel in die Zeit des Ersten Weltkriegs. Zu dieser Zeit gehörte das Baltikum noch zum Russischen Kaiserreich. Mit der Februarrevolution 1917 fand die Zarenherrschaft ein Ende und die neu an die Macht gekommene bürgerliche Regierung Kerenski plante die Wahl einer verfassunggebenden Versammlung. Dazu kam es jedoch nicht, da die Bolschewiki in der Oktoberrevolution 1917 die Macht an sich rissen. Schon zuvor war Riga in der Schlacht um Riga Anfang September 1917 von deutschen Armeen eingenommen worden. Unter deutscher Herrschaft stellte die Partei zunächst ihre Aktivitäten wieder ein, reaktivierte sie jedoch wieder ab November 1918 bei Kriegsende, als die unabhängige Republik Lettland ausgerufen wurde. Am 8. Dezember 1918 wurde der Name in Deutsch-baltische Demokratische Partei geändert. Vorsitzender war vom 23. April 1917 bis zum 20. August 1919 Johannes von Eckardt und ab dem 20. August 1919 Paul Schiemann.
Die Partei, die bürgerliche Positionen der Mitte vertrat, trat bei Wahlen zum Saeima als Teil des Ausschusses der Deutschbaltischen Parteien auf. Sie stellte insgesamt drei Abgeordnete: Paul Schiemann, Karl Keller und Walter Sadowsky.
Nach dem Staatsstreich am 15. Mai 1934 wurden die Parteien, darunter auch die Deutsch-baltische Demokratische Partei, von Kārlis Ulmanis verboten und die Saeima aufgelöst.